# Non nobis solum
Non nobis solum (latín: "No sólo para nosotros") es un lema latino. Una variación común es non nobis, sed omnibus ("no para nosotros, sino para todos").
La frase proviene de una sentencia de Cicerón que aparece en uno de sus trabajos filosóficos más importantes, Sobre los deberes (latín: De Officiis). Cicerón escribió non nobis solum nati sumus ("no nacemos para nosotros mismos"), Cicero de officiis, 1:22. La sentencia, como dice Cicerón, es una translación literal de un escrito de Platón Letter to Archytas., y Cicerón lo conectó con el ideal cosmopolita estoico, según el cual todos los hombres tienen una amabilidad natural para con los otros hombres y tienen que "contribuir al bien general mediante un intercambio de actos caritativos" (officia), dando y recibiendo" (De officiis 1.22, transl. Walter Miller, 1913).